# Zöllner-illúzió

Zölner-illúzió

Az érzékcsalódás egyik fajtája a geometriai-optikai csalódás. A Zöllner-illúzió egy klasszikus optikai csalódás, melynek a lényege, hogy a vonalakat, amelyek párhuzamosak, nem párhuzamosnak látjuk.

## A Zöllner-illúzió leírása
Az illúzió egy észlelési hiba, melyben az észlelet nem fedi a valóságot, ilyenkor a látórendszerünk egy téves értelmezést választ. Egyenlő formájú és nagyságú tárgyak különböző formájúnak és nagyságúnak tűnhetnek; vonalak, melyek párhuzamosak, szétágazónak, egyenes vonalak görbének vagy nem párhuzamos egyeneseknek látszanak.

Hering-illúzió

Poggendorff-illúzió

Ha például egy vonal iránya eltér a többi szomszédos vonaltól, az eltérést gyakran túlbecsüljük. Ezen alapul a Zöllner-féle csalódás. A rövid párhuzamos vonalakat „túlbecsüljük”, közelebb hozzuk a 90°-hoz, ezáltal a metszővonalak, noha a valóságban párhuzamosak, nem látszanak azoknak. Ezt az illúziót a német asztrofizikus, Johann Karl Friedrich Zöllner (1834–1882) fedezte fel 1860-ban. Később róla nevezték el.

## Magyarázat
Az illúzió oka az, hogy az elrendezés nagyon sok, általában a perspektíva (nézőpont) érzékeltetésére szolgáló elemet tartalmaz, ezért a szemünk mindenképpen perspektivikusnak „akarja” érezni. A ferde vonalaknak azonban a „helyes” térbeli ábrán közeledniük, a függőleges és vízszintes vonalaknak sűrűsödniük kellene. Mivel ez nem így van, agyunk úgy érzi, hogy ilyen képet csak széttartó, vagyis nem párhuzamos egyenesek adhatnak, valójában azonban a vonalak párhuzamosak.

## Hasonló illúziók
A Zöllner-csalódás hasonlít a Hering-, a Poggendorff-, a Ponzo- és a Müller-Lyer-illúzióhoz. A Hering-illúzió (más néven Orbison-illúzió) esetében mind a külső, mind a belső téglalap torzítottnak tűnik a sugaras vonalakkal a háttérben. Magyarázata: a háttér egyfajta perspektivikus benyomást kelt, amely eltorzítja az alakzatot. Ezt az illúziót a német pszichológus, Ewald Hering fedezte fel 1861-ben.
A Poggendorff-illúziót 1860-ban J. C. Poggendorff írta le. Ennek a csalódásnak a lényege, hogy a takaró elem mögött húzódó egyenes valójában két egyenes. Ezt a bezárt szögek túlbecslésével magyarázzák.

## Külső hivatkozások
- Optikai csalódás
- Vizuális illúziók
- Vízuális illúzió
- Vonalas illúziók
- Hering illusion, enwiki
- Poggendorff Illusion